# Love poem
『Love poem』（ラブポエム）は、韓国の女性ソロ歌手IUの5作目のミニアルバム。2019年11月18日にKakaoMから発売された。

## 概要
本作は、2017年9月に発売した「花しおり2」以来のアルバムである。2018年10月に発売したデジタルシングル「BBIBBI」以来の新曲である。
当初は2019年10月28日にアルバム収録曲『Love poem』を先行公開し、アルバムを11月1日に公開予定であったが、親友であるソルリの訃報を受けてアルバムリリースの延期が決定した。
同タイトルのコンサートツアーが2019年11月2日より開催されるということもあり、IUは「Love poemは今回のアルバムのテーマのような曲で、その曲を中心に作ったアルバムとコンサートだった。その曲だけはステージでどうしても披露したかった」と説明した。そのため、ツアー前日の2019年11月1日にアルバム先行曲として『Love poem』が配信された。
『Love poem』はIUと長い間タッグを組む“IUバンド”のメンバーたちが手掛けた楽曲で、さらにIUの練習生時代から親交のあった歌手ハ・ドンギュンの声も加わり、曲のメッセージに一層重みを加えた。
本作のタイトル曲は『Blueming』である。また、『Blueming』で第35回ゴールデンディスクアワードのデジタル音源部門で大賞を受賞した。

## 収録曲
| #         | タイトル                           | 作詞      | 作曲                             | 編曲                         | 時間  |
| --------- | ---------------------------------- | --------- | -------------------------------- | ---------------------------- | ----- |
| 1.        | 「Unlucky」                        | IU        | キム・ジェフイ                   | キム・ジェフイ               | 3:51  |
| 2.        | 「그 사람（→The Visitor）」        | IU        | IU                               | Jukjae                       | 3:37  |
| 3.        | 「Blueming」                       | IU        | イ・ジョンフン, イ・チェギュ, IU | イ・ジョンフン, イ・チェギュ | 3:51  |
| 4.        | 「시간의 바깥（→Above the Time）」 | IU        | イ・ミンス                       | イ・ミンス                   | 5:01  |
| 5.        | 「자장가（→Lullaby）」             | IU        | キム・ヒウォン                   | ホン・ソジン                 | 4:22  |
| 6.        | 「Love poem」                      | IU        | イ・ジョンフン                   | ホン・ソジン, Jukjae         | 4:18  |
| 合計時間: | 合計時間:                          | 合計時間: | 合計時間:                        | 合計時間:                    | 25:00 |

## チャート成績

### 韓国
- 先行公開曲『Love poem』は発売直後、MelOn、genie、Bugs！、Olleh Music、Soribadaなど主な音楽配信チャートで1位を獲得した[19]。
- アルバムの収録曲6曲すべてがMelonのリアルタイムチャート10位以内を獲得した[21]。

- 2019年47週目 Gaonアルバムチャート（2019年11月17日～11月23日）で1位を獲得[22]。年間で28位となり、191,051枚売り上げた[23]。

### その他
- iTunes週間アルバムランキング（2019年11月18日～11月24日）

| 国             | ＃   |
| -------------- | ---- |
| 台湾           | 1位  |
| シンガポール   | 1位  |
| タイ           | 1位  |
| マレーシア     | 1位  |
| ベトナム       | 1位  |
| インドネシア   | 3位  |
| フィリピン     | 3位  |
| ワールドワイド | 14位 |
| 日本           | 25位 |
| カナダ         | 35位 |
| アメリカ合衆国 | 36位 |
| オーストラリア | 47位 |
| フランス       | 61位 |
| メキシコ       | 68位 |
| イギリス       | 96位 |

## ミュージックビデオ
Blueming
- 2019年11月18日に公開された[25]。
- YouTubeの再生回数は1億5,190万回[26]。
- 2019年11月27日、1theKにてIUバンドチームと演奏したスペシャルクリップが公開された。
- 2019年12月25日、IU公式YouTubeチャンネルにてコンサートツアーLovepoemソウル公演のライブクリップが公開された。
- 2021年3月24日、YouTubeの再生回数が1億回を突破した[27]。

시간의 바깥（Above the time）
- MV監督：ファン・スア[28]
- 2019年11月18日に公開された。IUのヒット曲「YOU＆I」と同じ世界観で構成されており、馴染みの小道具やアヒル、前作のミュージックビデオに男性主人公として出演した俳優・イ・ヒョヌが登場する[29]。
- YouTubeの再生回数は約2480万回[26]。

## 公演
IU CONCERT TOUR 2019 <Love, poem>
- 2019年11月2日から12月29日まで韓国内および台北、シンガポール、マニラ、クアラルンプール、バンコク、ジャカルタといったアジア6都市で開催[30]。
- 韓国国内外を合わせて約9万人の観客を動員した。韓国はもちろん海外でも全席完売となり、グローバルアーティストとして認められた。
- ソウル公演では韓国の女性ソロアーティストとして初めての360度公演を披露した。

| IU CONCERT TOUR 2019 <Love, poem> | IU CONCERT TOUR 2019 <Love, poem> | IU CONCERT TOUR 2019 <Love, poem> | IU CONCERT TOUR 2019 <Love, poem>      | IU CONCERT TOUR 2019 <Love, poem> |
| 開催日程                          | 開催日程                          | 都市                              | 会場                                   | ゲスト                            |
| --------------------------------- | --------------------------------- | --------------------------------- | -------------------------------------- | --------------------------------- |
| 2019年                            | 11月2日-3日                       | 光州                              | 光州女子大学ユニバーシアード体操競技場 | Crush、GUMMY                      |
| 2019年                            | 11月9日                           | 仁川                              | 南洞体育館                             | MAMAMOO                           |
| 2019年                            | 11月16日                          | 釜山                              | 社稷室内体育館                         | チャン・ポムジュン                |
| 2019年                            | 11月23日-24日                     | ソウル                            | オリンピック公園KSPOドーム             | ポール・キム、楽童ミュージシャン  |
| 2019年                            | 11月30日-12月1日                  | 台北                              | 台北アリーナ                           | -                                 |
| 2019年                            | 12月6日-7日                       | シンガポール                      | The Star Theatre                       | -                                 |
| 2019年                            | 12月13日                          | マニラ                            | アラネタ・コロシアム                   | -                                 |
| 2019年                            | 12月21日                          | クアラルンプール                  | Axiata Arena                           | -                                 |
| 2019年                            | 12月24日                          | バンコク                          | Thunder Dome Arena                     | -                                 |
| 2019年                            | 12月28日-29日                     | ジャカルタ                        | Tennis Indoor Senayan                  | -                                 |

## 映像作品
2019 IU Tour Concert - Love, poem in Seoul
IUのライブ・ビデオとしては初めてフルで本編を収録した映像作品。2020年10月29日にEDAMエンターテインメントよりBlu-rayとDVDが発売された。
本作には2019年11月24日にオリンピック公園KSPOドームで開催された公演が収録された。
収録曲
Disc1
1. Unlucky
2. 팔레트（Palette）
3. 가을 아침（秋の朝）
4. 금요일에 만나요（金曜日に会いましょう）
5. 비밀의 화원（秘密の花園）
6. 그 사람（The Visitor）
7. Red Queen
8. 잼잼 (Jam Jam)
9. 스물셋（Twenty-three）
10. 삐삐 （BBIBBI）
11. 내 손을 잡아（私の手を握って）
12. Blueming

Disc2
1. 너의 의미（君の意味）
2. 무릎（膝）
3. 싫은 날（嫌な日）
4. 별을 찾는 아이（星を探す子供）
5. 자장가（Lullaby）
6. 밤편지（夜の手紙）
7. 소격동（昭格洞）
8. 분홍신（赤い靴）
9. 시간의 바깥（Above the Time）
10. 너랑 나（YOU & I）
11. 좋은 날（Good Day）
12. Love poem